# Onyx Centrale Rotterdam
De Onyx Centrale Rotterdam (Onyx Power Plant, voorheen Engie Centrale Rotterdam) is een Nederlandse kolencentrale met een vermogen van 731 MW gesitueerd op de Eerste Maasvlakte. De centrale staat waar het Beerkanaal overgaat in de Mississippihaven, naast de EMO die ook de opslag van de steenkool verzorgt. Iets verderop staan de centrales Maasvlakte I & II en MPP-3 van Uniper.
In 2007 besloot het kabinet-Balkenende IV (CDA, PvdA en ChristenUnie) de bouwplannen van Engie, toen nog GDF SUEZ geheten, voor de kolencentrale goed te keuren. De PvdA was eigenlijk tegen, maar schikte zich naar de meerderheid binnen de coalitie. De in aanbouw zijnde centrale kwam in de jaren 2010 steeds meer onder druk te staan vanwege de grote CO2-uitstoot. Het aanvankelijke plan was om deze ondergronds op te vangen, maar anno 2016 was dat nog steeds niet het geval, omdat subsidie hiervoor zou ontbreken. Nadat twee van de nieuwe centrales open gingen in 2015, is Nederlands CO2-uitstoot flink toegenomen. Dit zou nog verder toenemen zodra de Engie Centrale in bedrijf zou worden genomen. Een Kamermeerderheid besloot in november 2015 dat alle kolencentrales moesten sluiten en bevestigde dit in september 2016. Het doel hiervan was om Nederlands internationale klimaatverplichtingen te halen door de uitstoot van CO2 in 2020 te reduceren met 25% ten opzichte van 1990.
Engie gaf in april 2017 aan zo snel mogelijk af te willen van zijn kolencentrale. Er waren plannen om de centrale te laten overschakelen op biomassa of reststromen uit de industrie of landbouw, maar dat zou een riskante investering zijn: hij moet daarvoor worden omgebouwd, het zou slechts iets minder vervuilend zijn en voor de Kamermeerderheid is het waarschijnlijk überhaupt niet aanvaardbaar.
Op 26 april 2019 heeft Engie bekendgemaakt de kolencentrale te verkopen aan Riverstone Holding LLC.
Op 21 oktober 2020 kwam naar buiten dat Riverstone zich bereid heeft getoond de centrale vervroegd te sluiten, naar aanleiding van een poging van het Ministerie van Economische Zaken en Klimaat om alsnog de koolstofdioxide reductiedoelen voor 2020 te halen. De kolencentrale stoot jaarlijkse zo'n drie miljoen ton CO2 uit. Op 30 november 2021 maakte staatssecretaris Dilan Yeşilgöz-Zegerius bekend dat het Ministerie van Economische Zaken en Klimaat € 212,5 miljoen subsidie uittrekt om de centrale binnen twee maanden te sluiten.
Op 31 maart 2022 maakte de eigenaar bekend het sluitingsplan in te trekken. Door de oorlog in Oekraïne is de Europese gasprijs zeer sterk gestegen en daarmee ook de prijs van elektriciteit. Verder zijn de kosten voor de uitstoot van CO2 gedaald, waardoor kolencentrales nu hoge winsten kunnen realiseren. De tijdelijke productiebeperking die door de Nederlandse overheid zijn opgelegd blijven, waardoor de kolencentrales jaarlijks niet meer dan 35% van hun capaciteit mogen gebruiken. Voor de tijd dat de centrale gedwongen stilligt, krijgen de eigenaren financiële compensatie die gerelateerd is aan de stroomprijzen. Onyx verwacht dat deze compensatie hoger is dan het eerder afgesproken afkoopbedrag.